# Friburgo (cantão)

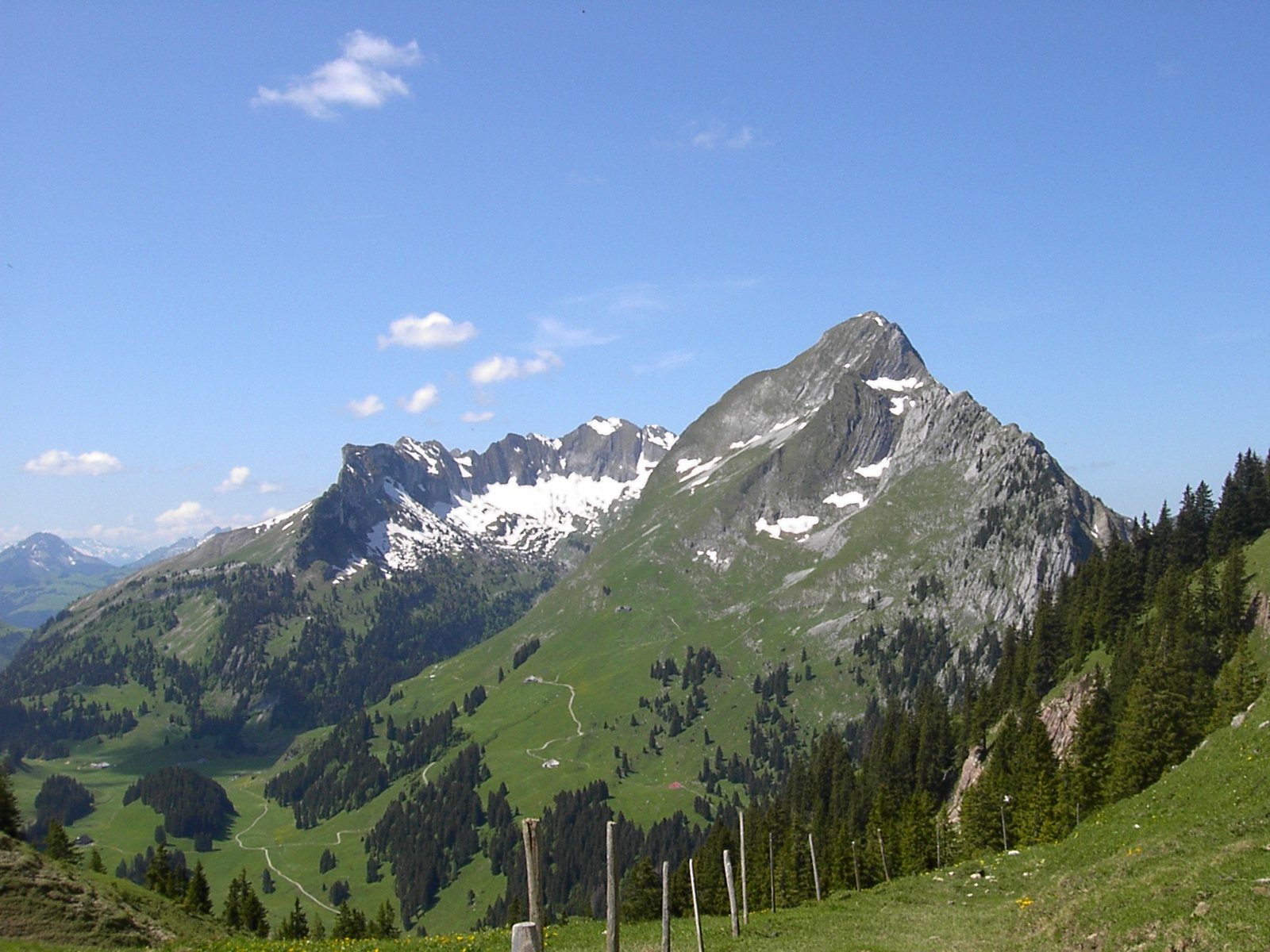
Pré-Alpes de Friburgo: Dent de Brenleire (2358 m, à direita) e Vanil Noir (2389 m, ao fundo)

O Cantão de Friburgo (francês: Canton de Fribourg; alemão: Kanton Freiburg) é um cantão da Suíça, situado na parte ocidental do país. O cantão é oficialmente bilingue: francês (63,2%) e alemão (29,2%).

## História
Nas margens do Lago Neuchâtel e do Lago Morat, foram encontrados traços de civilizações pré-históricas.
O Cantão de Friburgo integrou-se à Confederação Suíça em 1481. A área é composta de terras adquiridas pela capital, Fribourg. A extensão atual foi formada em 1804, quando Murten (Morat) foi adquirida. O cantão de Friburgo fez parte da liga separatista de cantões católicos em 1846 (Sonderbund). No ano seguinte, suas tropas renderam-se ao exército federal.

## Subdivisões políticas

### Distritos
O cantão é dividido em sete distritos:
- Broye capital Estavayer-le-Lac
- Glâne capital Romont
- Gruyère (alemão Greyerz) capital Bulle
- Sarine (alemão Saane) capital Fribourg
- Lac (alemão See) capital Murten
- Sense (francês Singine) capital Tafers
- Veveyse (alemão Vivisbach) capital Châtel-Saint-Denis

### Comunas
Existem 165 comunas no Cantão de Friburgo (em janeiro de 2012). O número vem decrescendo, devido a fusões entre comunas.